# Верою, Мирча
Ми́рча Веро́ю (рум. Mircea Veroiu; 29 апреля 1941, Тыргу-Жиу, Румыния — 26 декабря 1997, Бухарест, Румыния) — румынский кинорежиссёр, сценарист и актёр.

## Биография
В 1970 году окончил Институт имени Караджале. Дебютировал в режиссуре в киноальманахе «Вода как чёрный буйвол». Экранизировал национальную классику: Йона Агырбичану, Йоана Славича, Камила Петреску и других.
Член жюри 41-го Берлинскиого международного кинофестиваля.
Был женат на актрисе Елене Альбу.
Похоронен на кладбище Беллу.

## Фильмография

### Режиссёр
- 1970 — Вода как чёрный буйвол / Apa ca un bivol negru
- 1973 — Каменная свадьба / Nunta de piatră (с Даном Пицей)
- 1973 — Семь дней / Şapte zile
- 1974 — Дух золота / Duhul aurului (с Даном Пицей)
- 1975 — Гиперион / Hyperion
- 1977 — За мостом / Dincolo de pod
- 1977 — Гордость / Mînia (в советском прокате «Семья Тэнасэ)
- 1977 — Пророк, золото и трансильванцы / Profetul, aurul şi ardelenii
- 1978 — Актриса, доллары и трансильванцы / Artista, dolarii şi ardelenii
- 1978 — Между параллельными зеркалами / Între oglinzi paralele
- 1981 — Знак змеи / Semnul Şarpelui
- 1982 — Конец ночи / Sfârşitul nopţii
- 1982 — В ожидании поезда / Aşteptând un tren
- 1983 — Умереть раненным любовью к жизни / Să mori rănit din dragoste de viaţă
- 1984 — Адела / Adela
- 1987 — Тени на солнце / Umbrele soarelui
- 1993 — Сон острова / Somnul insulei
- 1995 —  / Craii de Curtea Veche
- 1995 — Бездельники со старого двора / Scrisorile prietenului (ТВ)
- 1997 — Женщина в красном / Femeia în roşu

### Сценарист
- 1973 — Каменная свадьба / Nunta de piatră
- 1974 — Дух золота / Duhul aurului
- 1977 — За мостом / Dincolo de pod
- 1978 — Между параллельными зеркалами / Între oglinzi paralele
- 1984 — Адела / Adela
- 1993 — Сон острова / Somnul insulei (по роману Бужора Неделковича[рум.])
- 1995 — Бездельники со старого двора / Scrisorile prietenului (с Йоаном Григореску, по роману Матею Караджале, ТВ)
- 1996 — Дружественные записи / Scrisorile prietenului (с Стелианом Стативэ, ТВ)

### Актёр
- 1971 — Власть и Правда / Puterea si adevarul
- 1972 — Заговор / Conspiraţie — Georges Mavromihali
- 1975 — Актер и дикари / Actorul şi sălbaticii — Legionnaire assassin
- 1977 — Вооружен и очень опасен / Înarmat şi foarte periculos — Джек Хэмлин
- 1985 — Золотой поезд / Zloty pociag
- 1997 — 2003 — Помутнение разума / Vertiges — психиатр (сериал)